# Robert Biedroń
Robert Biedroń (phát âm tiếng Ba Lan: [ˈrɔbɛrt ˈbʲedrɔɲ]; sinh ngày 13 tháng 4 năm 1976) là một chính khách người Ba Lan, cựu thị trưởng của Słupsk và nhà hoạt động LGBT.
Ông là nghị sĩ của Sejm trong kỳ họp thứ 7 (2011-2014). Ông cũng là cựu nghị sĩ của Hội đồng Nghị viện của Hội đồng châu Âu và Đại hội Chính quyền Địa phương và Khu vực của Hội đồng châu Âu. Ông là thị trưởng của Słupsk từ 2014 đến 2018.
Ông thành lập một đảng chính trị mới có tên là Mùa xuân vào tháng 2 năm 2019, và được bầu làm nghị sĩ của Nghị viện châu Âu trong danh sách của đảng của ông vào ngày 26 tháng 5 năm 2019. Ông là một trong ba nhà lãnh đạo của Cánh tả (Lewica), một liên minh chính trị được thành lập để tranh cử bầu cử quốc hội năm 2019 gồm Liên minh cánh tả dân chủ (SLD), Mùa xuân và Cánh tả Bất diệt (Lewica Razem).
Ông ra tranh cử với tư cách là ứng cử viên cho chức tổng thống Ba Lan trong cuộc bầu cử năm 2020 và nhận được 2,21% tổng số phiếu bầu, khiến ông trở thành ứng cử viên được yêu thích thứ sáu.

## Tuổi thơ
Robert Biedroń sinh ngày 13 tháng 4 năm 1976 tại Rymanów, tại Podkarpackie Voivodeship. Ông lớn lên ở Krosno.
Biedroń hoàn thành giáo dục trung học của mình ở Ustrzyki Dolne.  Ông nhận bằng cử nhân khoa học chính trị tại Đại học Warmia và Mazury ở Olsztyn (2000). Ông đã nhận bằng thạc sĩ trong cùng lĩnh vực vào năm 2003. Ông cũng tốt nghiệp Trường Lãnh đạo Chính trị và Xã hội và Trường Nhân quyền tại Tổ chức Nhân quyền Helsinki.
Ông nói tiếng Anh, tiếng Pháp, tiếng Nga, tiếng Esperanto và tiếng Ý.

## Nhà hoạt động
Robert Biedroń đã hợp tác với các tổ chức quyền LGBT của Ba Lan và quốc tế trong nhiều năm. Sau khi học, ông đến Luân Đôn và tham gia tổ chức NGO OutRage! của Anh.
Ông đã tham gia vào Gay Pride đầu tiên được tổ chức tại Ba Lan vào ngày 1 tháng 5 năm 2001. Vào tháng 9 năm 2001, ông đồng sáng lập Chiến dịch chống kì thị đồng tính (Kampania Przeciw Homofobii) Ba Lan.
Cam kết của ông đối với quyền LGBT được công nhận nhiều lần: ông nhận được ví dụ như "Rainbow Laurels" năm 2003 và được đặt tên là "Rainbow Man" tựa năm 2004.
Trung thành với các giá trị Twój Ruch, đối với chủ nghĩa tự do xã hội, chủ nghĩa thế tục và tầm nhìn của người châu Âu về EU; ông ủng hộ việc tách biệt nhà thờ và nhà nước trong thực tế và không chỉ bằng lời nói, để loại bỏ các lớp giáo lý khỏi các trường công lập, ông ủng hộ nữ quyền (đáng chú ý là phá thai cho tất cả phụ nữ), kết hôn cùng giới ở Ba Lan, truy cập miễn phí để tránh thai và giáo dục giới tính.
Ông thành lập Viện tư tưởng dân chủ (Instytut Myśli Demokratycznej), một nhóm chuyên gia tư duy tiến bộ đã thực hiện một chương trình mang tên Kịch bản cho Ba Lan. Viện đã phân tích các diễn biến có thể có của đất nước trong 20 năm tới và đưa ra các khuyến nghị chính sách. Robert Biedroń cũng đã xây dựng mạng lưới Thành phố tiến bộ – một nền tảng của các thành phố Hợp tác và trao đổi thực hành tốt nhằm hỗ trợ chính trị địa phương, tiến bộ dựa trên nền dân chủ có sự tham gia, minh bạch và một cộng đồng địa phương mở.
Ông là một thành viên của Hội đồng Nghị viện của Hội đồng Châu Âu từ năm 2012 đến 2015. Trong nhiệm kỳ là thành viên của Sejm, ông là phó chủ tịch ủy ban quốc hội về tư pháp và nhân quyền và là thành viên của ủy ban nghị viện đối ngoại.
Ông thuộc về Đại hội chính quyền địa phương và khu vực của Hội đồng châu Âu từ 2015 đến 2018. Bên cạnh đó, ông là thành viên của Nhóm tư vấn về giới, dịch chuyển cưỡng bức và bảo vệ được tạo ra bởi Ủy viên cao cấp của Liên hiệp quốc về người tị nạn.
Robert Biedroń là tác giả của một số cuốn sách, đáng chú ý là cuốn cẩm nang về hoạt động của một nền dân chủ cho trẻ em Bật dân chủ (Włącz Demokrację), tự truyện của ông Chống lại hiện tại (Pod prąd) và một cuốn sách mang tên Chương mới (Nowy rozdział) trong đó có phản xạ chính trị của ông, được xuất bản một vài tháng trước khi ra mắt đảng chính trị của ông.

## Sự nghiệp chính trị

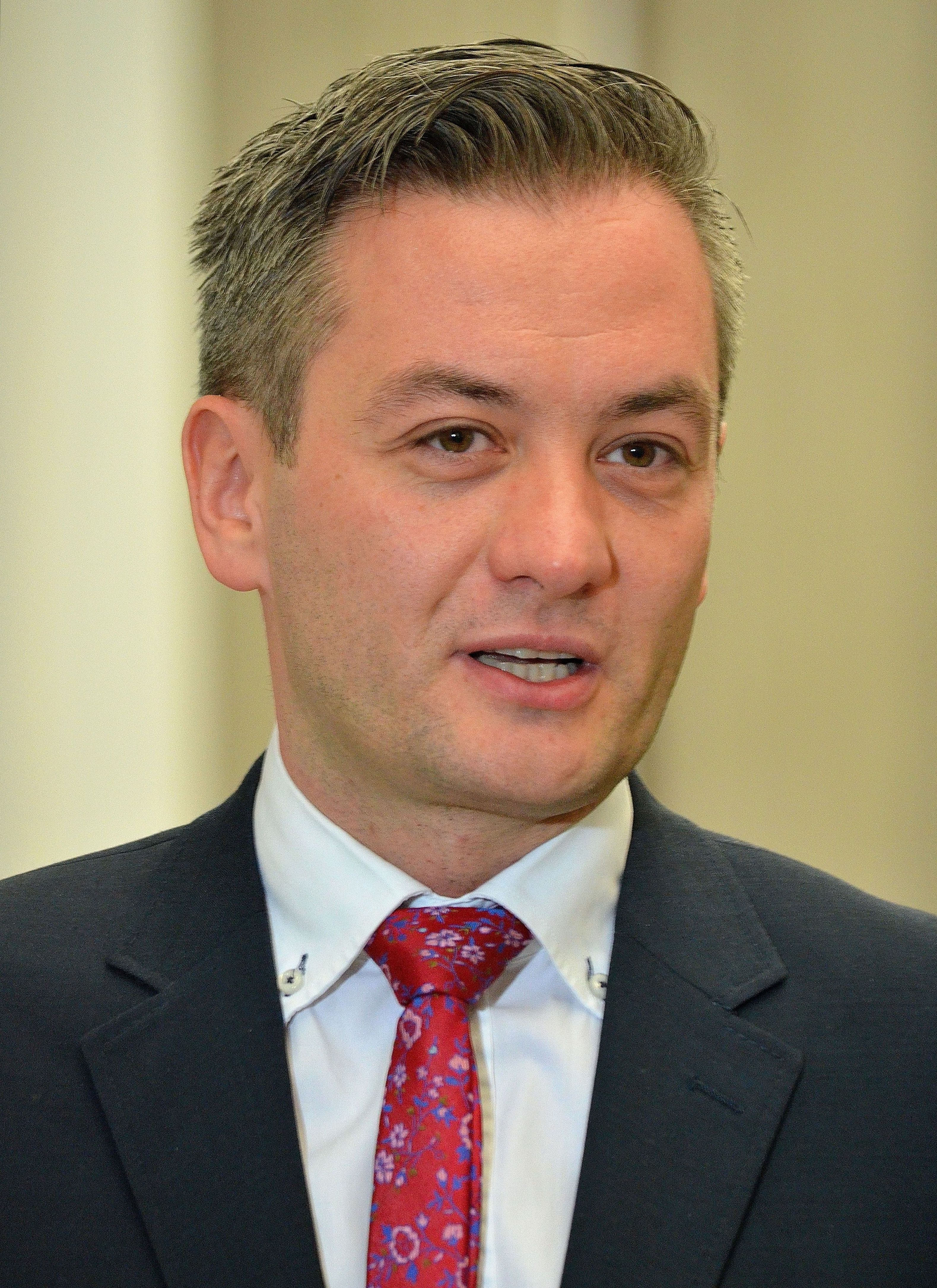
Robert Biedroń tại Sejm, 2014

### Sự nghiệp chính trị sớm (2005–2014)
Năm 2005, Biedroń là ứng cử viên Liên minh cánh tả dân chủ (SLD) không thành công cho Sejm, hạ viện của quốc hội Ba Lan. Trong bầu cử quốc hội vào tháng 10 năm 2011, Biedroń đã được bầu vào Sejm với tư cách là ứng cử viên của Phong trào Palikot, nhận được 16,919 phiếu bầu ở quận Gdynia. Ông là thành viên đồng tính công khai đầu tiên của Sejm. Ông là nạn nhân của sự kì thị đồng tính, đã bị tấn công thể xác nhiều lần kể từ khi đắc cử.
Ông điều hành trong các cuộc bầu cử thị trưởng ở Słupsk vào năm 2014, một thành phố với khoảng 95 000 cư dân nằm ở vùng Pomorskie. Ông bảo đảm 57% số phiếu trong vòng thứ hai. Do đó, ông trở thành thị trưởng đồng tính công khai đầu tiên ở Ba Lan.

### Thị trưởng của Słupsk (2014–2018)
Sau khi được bầu làm Thị trưởng Słupsk, Robert Biedroń đã theo đuổi chính sách thắt lưng buộc bụng. Thật vậy, thành phố đã mắc nợ rất nhiều, với tổng số nợ 300 triệu zlotys, khi ông nhậm chức. Chẳng hạn, ông quyết định từ bỏ chiếc xe chính thức của mình, ông đã yêu cầu Hội đồng thành phố giảm lương và ông đã đóng cửa một số cơ quan địa phương. Năm 2017, tổng nợ của Słupsk giảm xuống còn 232 triệu zlotys.
Trong nhiệm kỳ của mình, ông đã thực hiện một chính sách ủng hộ sinh thái, bình đẳng với một số yếu tố của nền dân chủ có sự tham gia. Thành phố nhận ra sự hiện đại hóa nhiệt của các tòa nhà công cộng. Thị trưởng khởi xướng « Ghế đỏ » - một chiếc ghế dài màu đỏ được đặt ở các khu vực công cộng để nói chuyện với các cử tri. Ông cũng đã tạo ra một số cơ quan tư vấn, chẳng hạn như Hội đồng phát triển bền vững, Hội đồng phụ nữ và Hội đồng người cao niên. Ông từ chối tổ chức một rạp xiếc với động vật hoang dã và mở một nơi trú ẩn động vật mới ở Słupsk.
Ông đã không tiếp tục trong cuộc bầu cử thị trưởng vào năm 2018, nhưng ông đã ủng hộ phó thị trưởng của mình, Krystyna Danilecka-Wojewódzka.

## Lãnh đạo của Mùa xuân (2019–nay)

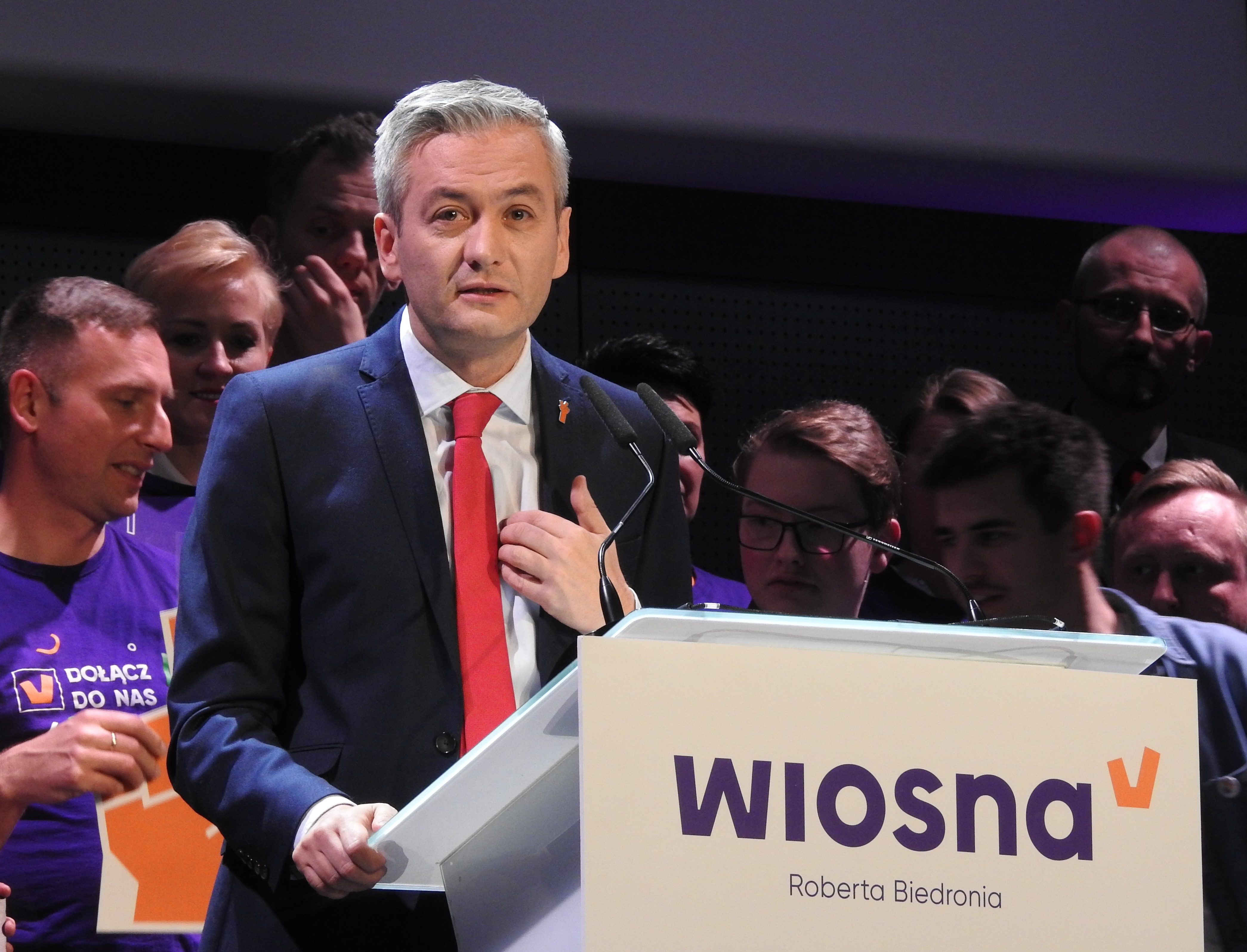
Robert Biedroń trong đại hội bầu cử đảng mùa Xuân, 2019

Vào ngày 4 tháng 9 năm 2018, Biedroń đã phát động thứ mà ông gọi là phong trào chính trị "ủng hộ dân chủ" nhằm thách thức đảng Pháp luật và công lý cầm quyền. Sau đó, ông đã ra mắt "Brainstormings với Biedroń", một loạt các sự kiện nhằm thảo luận về tương lai của Ba Lan. Mỗi bộ não "Brainstorming" được thực hiện bởi Biedroń và thu hút hàng trăm, đôi khi hàng ngàn người.
Vào tháng 12, ông đã công bố những mục tiêu đầu tiên của đảng chưa được đặt tên của mình: đóng cửa tất cả các mỏ than ở Ba Lan vào năm 2035, cải thiện hệ thống chăm sóc sức khỏe và chấm dứt trợ cấp của nhà nước cho nhà thờ.
Vào tháng 2 năm 2019, Biedroń đã thành lập một đảng chính trị mới có tên là Mùa xuân (tiếng Ba Lan: Wiosna), Ông dự định xây dựng một giải pháp thay thế cho sự độc quyền chính trị của Pháp luật và Công lý bảo thủ so với sự độc quyền chính trị của Nền tảng dân sự. Mùa xuân giành được 6,1% số phiếu trong cuộc bầu cử châu Âu và Robert Biedroń đã được bầu làm Thành viên của Nghị viện châu Âu trong danh sách của đảng của ông vào ngày 26 tháng 5 năm 2019.
Trước bầu cử quốc hội vào tháng 10 năm 2019, ông đã đồng sáng lập Bên trái (Lewica), một liên minh chính trị bao gồm Liên minh cánh tả dân chủ (SLD), Mùa xuân và Cánh tả Bất diệt (Lewica Razem). Ông là một trong ba nhà lãnh đạo còn lại.

### Thành viên của Nghị viện châu Âu (2019–nay)
Sau khi được bầu vào Nghị viện châu Âu, ông đã phục vụ trong Ủy ban về ngân sách và Ủy ban về quyền phụ nữ và bình đẳng giới. Ông chủ trì Phái đoàn về quan hệ với Belarus. Ông thuộc nhóm Liên minh Xã hội và Dân chủ Tiến bộ (S&D).

### Bầu cử Tổng thống 2020
Vào tháng 1 năm 2020, ứng cử viên của ông đã nhận được sự ủng hộ của Liên minh Cánh tả Dân chủ, Left Together và Mùa xuân, mà đã cùng ban hành ông trong cuộc bầu cử tổng thống trong cùng một năm. Ông cũng được Đảng Xã hội Ba Lan ủng hộ.

## Đời tư
Người kết hợp dân sự của Biedroń là Krzysztof Śmiszek, thành viên của Sejm, bác sĩ luật, nhà hoạt động trong Chiến dịch chống kì thị đồng tính và chủ tịch hội đồng của Hiệp hội chống phân biệt đối xử Ba Lan.
Ông xác định là một người vô thần.

## Trong văn hóa phổ biến
Biedroń là chủ đề của một bộ phim tài liệu của Paul Szynol có tên Biedroń: Chưa hoàn thành. Bộ phim bị cắt ngắn vì Biedroń đã rút lui khỏi dự án vì sợ rằng nó sẽ làm tổn thương ông về mặt chính trị.

## Giải thưởng
Vòng nguyệt quế cầu vồng (2000)
Tựa phim 'Người đàn ông cầu vồng' (2004)

Sự khác biệt trong bảng xếp hạng 10 nghị sĩ xuất sắc nhất của tạp chí hàng tuần Polityka do các nhà báo nghị viện Ba Lan thực hiện vì sự siêng năng, văn hóa và đóng góp cho công việc của Ủy ban Tư pháp (2014)
Giải thưởng Anna Laszuk của Radio Tok FM (2015).

Giải thưởng Đa dạng của Đại hội Phụ nữ (2016)

Đứng thứ 8 trong bảng xếp hạng những thị trưởng thành phố tốt nhất theo Newsweek (2016)

Huân chương Quốc gia Pháp (2016)

Vị trí thứ 13 trong bảng xếp hạng các thị trưởng thành phố tốt nhất của Newsweek (2017)

Giải thưởng Vương miện Bình đẳng Đặc biệt do Chiến dịch Chống Kỳ thị Đồng tính trao tặng (2021)

Giải thưởng Alan Turing LGBTIQ+ Premio Especial do lễ hội Culture Business Pride trao tặng vì đã đấu tranh cho người LGBTIQ+, quyền và tầm nhìn của họ (2022)

"Giải thưởng MEP của Nghị viện" trong hạng mục Đa dạng, Hòa nhập và Tác động Xã hội cho những đóng góp và thành tựu trong việc thúc đẩy sự đa dạng và hòa nhập trên khắp Châu Âu (2023) 